# 穆爾黑文
穆尔黑文（英語：Moore Haven）是美国佛罗里达州沼澤縣下属的一座城市。建立于1917年。面积约为3平方公里（约合1.2平方英里）。根据2020年美國人口普查，该市有人口1,566人。论人口在本州排行第301。